# OGC Nice
Az OGC Nice (teljes nevén Olympique Gymnaste Club de Nice-Côte d'Azur) egy 1904. július 9-én alapított francia labdarúgóklub Nizza városában. Jelenleg a Ligue 1-ben szerepel. Hazai mérkőzéseit az Allianz Riviera nevű stadionban játssza.

## Sikerei
- Francia bajnok - 1951, 1952, 1956, 1959
- Francia Kupa-győztes - 1952, 1954, 1997

## Jelenlegi keret
2025. január 22-i állapot szerint.
| #  |     | Poszt | Név                                                   |
| -- | --- | ----- | ----------------------------------------------------- |
| 1  | POL | K     | Marcin Bułka                                          |
| 2  | TUN | V     | Ali Abdi                                              |
| 4  | BRA | V     | Dante ()                                              |
| 5  | EGY | V     | Mohamed Abdelmonem                                    |
| 6  | ALG | KP    | Hisám Boudaoui                                        |
| 7  | CIV | CS    | Jérémie Boga                                          |
| 8  | NED | KP    | Pablo Rosario                                         |
| 9  | NGA | CS    | Terem Moffi                                           |
| 10 | MAR | CS    | Sofjan Diop                                           |
| 11 | FRA | KP    | Morgan Sanson                                         |
| 15 | GER | CS    | Youssoufa Moukoko (kölcsönben a Borussia Dortmundtól) |
| 18 | ROU | KP    | Rareş Ilie                                            |
| 19 | ALG | KP    | Badredin Búanani                                      |
| 20 | FRA | V     | Tom Louchet                                           |
| 22 | FRA | KP    | Tangy Ndombele                                        |

| #  |     | Poszt | Név                                          |
| -- | --- | ----- | -------------------------------------------- |
| 24 | FRA | V     | Gaëtan Laborde                               |
| 25 | FRA | CS    | Mohamed-Ali Cho                              |
| 26 | FRA | V     | Melvin Bard                                  |
| 28 | FRA | KP    | Baptiste Santamaria (kölcsönben a Rennestől) |
| 29 | CIV | CS    | Evann Guessand                               |
| 31 | FRA | K     | Maxime Dupé                                  |
| 33 | FRA | CS    | Antoine Mendy                                |
| 36 | GUI | KP    | Issiaga Camara                               |
| 44 | FRA | V     | Amidou Doumbouya                             |
| 55 | BDI | KP    | Youssouf Ndayishimiye                        |
| 64 | CAN | V     | Moïse Bombiti                                |
| 77 | ALG | CS    | Teddy Boulhendi                              |
| 92 | FRA | V     | Jonathan Clauss                              |

## Korábbi neves játékosai
| - Ederson - David Ospina - Bakari Koné - Marcel Aubour - Dominique Baratelli - Hatem Ben Arfa - Daniel Bravo - André Chorda - José Cobos - Carlos Curbelo - Héctor De Bourgoing - Olivier Echouafni - Patrice Evra - Koczur Ferry - Jacques Foix - Just Fontaine - Jean-Marc Guillou - Jean-Noël Huck |  | - Roger Jouve - Hugo Lloris - Charly Loubet - Jean Luciano - Marc Molitor - Loïc Rémy - Joseph Ujlaki - Mario Balotelli - Bakari Koné - Jean Michaël Seri - Victor Nurenberg - Cédric Kanté - Wesley Sneijder - Josep Samitier - Joaquín Valle - Leif Eriksson - Niklas Hult - Nenad Bjeković - Marko Elsner - Josip Katalinski |